# Список єгипетських пірамід
| Фараон                                                        | Старовинна назва                               | Династія | Розміщення       | Висота  | Об’єм (куб.м)        | Нахил                | Примітки | Зображення                        |
| ------------------------------------------------------------- | ---------------------------------------------- | -------- | ---------------- | ------- | -------------------- | -------------------- | --- | --------------------------------- |
| Джосер                                                        | старовинна назва невідома Піраміда Джосера     | 3-тя     | Саккара          | 60 м    | 330,400              |                      | Комплекс включає стіну довжиною більш ніж миля та висотою 10,5 м, загальна площа комплексу 37 акрів. Також тут є 3,5 милі підземних тунелів          |                                   |
| Сехемхет                                                      | старовинна назва невідома “Похована піраміда”  | 3-тя     | Саккара          | 7 м     | 33,600 (незакінчена) |                      | |                                   |
| вважається, що це піраміда Хаба, але це твердження дискусійне | старовинна назва невідома “Листована піраміда” | 3-тя     | Завієт ель-Еріан | 20 м    | 47,040 (незакінчена) |                      | |                                   |
| Снофру                                                        | Випробування Снофру                            | 4-та     | Мейдум           | 92 м    | 638,733              | 51° 50' 35"          | комплекс включає супровідну піраміду |                                   |
| Снофру                                                        | Південна сяюча піраміда                        | 4-та     | Дахшур           | 105 м   | 1,237,040            | 54° 50' 35" /43° 22' | комплекс включає супровідну піраміду | Sneferu's Bent Pyramid in Dahshur |
| Снофру                                                        | Сяюча піраміда                                 | 4-та     | Дахшур           | 105 м   | 1,694,000            | 43° 22'              | |                                   |
| Хуфу                                                          | Горизонт Хуфу                                  | 4-та     | Гіза             | 146.6 м | 2,583,283            | 51° 50' 40"          | комплекс включає супровідну піраміду та 3 "піраміди цариць" - малі піраміди принципово нижчої якості виконання, що практично розсипались насьогодні. |                                   |
| Джедефр                                                       | Зоряне небо Джедефра                           | 4-та     | Абу Роаш         | 68 м    | 131,043              | ~52°                 | знищена комплекс включає супровідну піраміду. |                                   |
| Хафра                                                         | Хафра Великий                                  | 4-та     | Гіза             | 143.5 м | 2,211,096            | 53°10'               | комплекс включає супровідну піраміду. |                                   |
| Мікерін                                                       | Мікерін Божественний                           | 4-та     | Гіза             | 65.5 м  | 235,183              | 51°20′25″            | в комплексі є ще 3 піраміди цариць |                                   |
| Шепсескаф                                                     | Очищена піраміда                               | 4-та     | Південна Саккара | 18 м    | 148,271              | 70°                  | не піраміда, а гігантська мастаба |                                   |
| Хентакус, цариця                                              |                                                | 4-та     | Гіза             | 17.5 м  | 6,372                | 74°                  | ступінчата гробниця |                                   |
| Усеркаф                                                       | Чистота - місця перебування Усеркафа           | 5-та     | Саккара          | 49 м    | 87,906               | 53°7'48"             | комплекс включає супровідну піраміду. |                                   |
| Сахура                                                        | Душа Сахура сяє                                | 5-та     | Абусір           | 47 м    | 96,542               | 50°11'40"            | комплекс включає супровідну піраміду. |                                   |
| Неферіркар                                                    | Піраміда Ба Неферіркара                        | 5-та     | Абусір           | 54 м    | 257,250              | 73°                  | будувалась як ступінчата піраміда |                                   |
| Неферефра                                                     | Піраміда, що пророкує від духів Ба             | 5-та     | Абусір           | -       | (незакінчена)        |                      | |                                   |
| Ніусерра                                                      | Місця випробування Ніусерра                    | 5-та     | Абусір           | 51.68 м | 112,632              | 51° 50' 35"          | комплекс піраміди включає супровідну піраміду та 1 чи 2 піраміди цариць                                                                              |                                   |
| Джедкара Ісесі                                                | Ісесі Прекрасний                               | 5-та     | Південна Саккара | 52.5 м  | 107,835              | 52°                  | комплекс включає супровідну піраміду та 1 піраміду цариці.                                                                                           |                                   |
| Уніс                                                          | Досконалість – місця перебування Уніса         | 5-та     | Північна Саккара | 43 м    | 47,390               | 56°                  | комплекс включає супровідну піраміду |                                   |